# Sphingius
Sphingius es un género de arañas araneomorfas de la familia Liocranidae. Se encuentra en el sudeste de Asia.

## Lista de especies
Según The World Spider Catalog 12.0:
- Sphingius barkudensis Gravely, 1931
- Sphingius bifurcatus Dankittipakul, Tavano & Singtripop, 2011
- Sphingius bilineatus Simon, 1906
- Sphingius caniceps Simon, 1906
- Sphingius deelemanae Zhang & Fu, 2010
- Sphingius elongatus Dankittipakul, Tavano & Singtripop, 2011
- Sphingius gothicus Deeleman-Reinhold, 2001
- Sphingius gracilis (Thorell, 1895)
- Sphingius hainan Zhang, Fu & Zhu, 2009
- Sphingius kambakamensis Gravely, 1931
- Sphingius longipes Gravely, 1931
- Sphingius nilgiriensis Gravely, 1931
- Sphingius octomaculatus Deeleman-Reinhold, 2001
- Sphingius paltaensis Biswas & Biswas, 1992
- Sphingius penicillus Deeleman-Reinhold, 2001
- Sphingius prolixus Dankittipakul, Tavano & Singtripop, 2011
- Sphingius punctatus Deeleman-Reinhold, 2001
- Sphingius rama Dankittipakul, Tavano & Singtripop, 2011
- Sphingius scrobiculatus Thorell, 1897
- Sphingius scutatus Simon, 1897
- Sphingius songi Deeleman-Reinhold, 2001
- Sphingius spinosus Dankittipakul, Tavano & Singtripop, 2011
- Sphingius superbus Dankittipakul, Tavano & Singtripop, 2011
- Sphingius thecatus Thorell, 1890
- Sphingius tristiculus Simon, 1903
- Sphingius vivax (Thorell, 1897)
- Sphingius zhangi Zhang, Fu & Zhu, 2009